# Owly
Az Owly Andy Runton író és rajzoló képregénysorozata. Az inkább a fiatalabb gyermekeket célzó történetek címszereplője, Owly, egy kedves kis bagoly és legjobb barátja, Wormy, egy kukac.

## A sorozat megszületése
Andy Runton még főiskolai évei alatt alkotta meg Owly figuráját. Ekkor még otthon, szüleivel élt, és gyakran késő estig dolgozott különböző grafikai munkákon, amiért édesanyja „kis bagolynak” nevezte. Runton gyakran hagyott jegyzeteket és üzeneteket anyjának, amikre ezért mindig egy kis baglyot is rajzolt, mi az évek során egyfajta kabalájává vált. Runton mindig kedvelte a képregényeket, de mivel saját bevallása szerint embereket nem igazán tud, és nem is szeret rajzolni, úgy érezte, hogy semmi esélye nem lenne munkát kapni a nagyobb kiadóknál, mint például a DC Comics vagy a Marvel.
A főiskola elvégzése után grafikus tervezőként helyezkedett el, amit azonban nem szeretett csinálni. 2002-ben, közvetlenül a 2001. szeptember 11-ei terrortámadásokat követően a vállalkozás, ahol dolgozott bezárta Runton részlegét, aki így elveszítette állását. Runton nagyjából ebben az időben ismerkedett meg a kisebb, független kiadók alkotóinak személyesebb természetű munkáival. Ezeket példa értékűnek tekintve úgy gondolta, hogy korábbi bizonytalansága ellenére próbára teszi magát. Számos képregényötlettel próbálkozott, köztük sárkányokkal, földönkívüliekkel, nindzsákkal, és minden olyannal, amit akkoriban „menőnek” gondolt. Jelentős hatással volt rá a Craig McCracken által megalkotott Pindur pandúrok című animációs sorozat, melynek darabos képi világa kedves, aranyos stílussal keveredett. Ez utóbbitól azonban szerette volna magát távol tartani. Runton első, Orzo című képregényének történetét ugyan kielégítőnek találta, annak párbeszédeit azonban „borzalmasnak”. „Úgy döntöttem, hogy egyszerűen elhagyom őket [a párbeszédeket], és hagyom, hogy a szereplők testbeszéde és arckifejezései beszéljenek helyettük. – nyilatkozta Runton. Eztán eszébe jutott kis kabalája, aki számára időközben már több barátot is alkotott, és akit mindig is szeretett rajzolni. Ezzel együtt megbarátkozott azzal is, hogy aranyos figurákat rajzoljon. Owly első képregénye már 2001-ben megszületett, melynek kibővített, párbeszédek nélküli változata 2003-ban, The Way Home & The Bittersweet Summer címen és Top Shelf kiadásában jelent meg.

## A képregény stílusa és az alkotói folyamat
Andy Runton az Owly megrajzolása során hagyományos eszközökkel, papírral, ceruzával és tussal dolgozik. Emellett azonban gyakran számítógépes rajzszoftverekkel korrigálja hibáit, vagy hajt végre nagyobb változtatásokat a képeken. Nyilatkozata szerint nem utolsósorban azért is dolgozik hagyományos eszközökkel, mivel az eredeti rajzok később bevételi forrásként is szolgálhat számára. Ha azonban kizárólag szoftverekkel dolgozna, csak egy elmentett fájl lenne az eredménye.
Runton nyilatkozata szerint nem igazán kedveli a szóbuborékokat, mivel véleménye szerint azok eltereli az olvasó figyelmét arról, ami a képregény képein zajlik. Ez elsősorban azokra az olvasókra igaz, akik még nem ismerik, barátkoztak meg a médiummal. Véleménye szerint az Owly rákényszeríti az olvasót, hogy a képekből olvassa ki a történetet. Bizonyos esetekben azonban pusztán a képek elégtelenek egy szituáció, cselekmény egyértelmű ábrázolására. Ezekben az esetekben Runton kis képeket, ikonokat helyez a szövegbuborékokba. Ennek a megoldásnak az ötletét Kurt Wolfgang Where Hats Go című művéből merítette. Korábbi grafikusi munkája során ikonokat is tervezett felhasználói felületek számára, így tisztában volt vele, hogy egy megfelelő piktogram akár összetett gondolatok közlésére is alkalmas lehet, függetlenül az olvasó által beszélt nyelvtől. Runton kezdetben tartott tőle, hogy kiadója szerkesztői nehezményezni fogják a képregényből a párbeszédek hiányát, de ez végül nem jelentett semmilyen problémát.
A képregény történetei erőszak nélküliek és meglehetősen egyszerűek, bár Runton megfogalmazása szerint „érzelmileg összetettek”. A cselekmény mellett a sorozat rajzai is egyszerűséget tükröznek. Runton nyilatkozata szerint ennek oka, hogy gyermekként nagyon szerette a rajzfilmeket, amiknek az állatfigurái a képregényekével szemben jóval egyszerűbbek voltak. Erre a stúdiók részéről elsősorban az előállítási költségek csökkentése miatt volt szükség, Runton viszont éppen ezért könnyebbnek találta lemásolni, lerajzolni őket. Emellett általában türelmetlen is, mikor rajzol, így gyakran egyszerűsít. Idővel maga Owly figurája is egyre egyszerűbb lett, Runton megfogalmazása szerint maga is ikonszerűvé, azonnal felismerhetővé vált. Véleménye szerint, mely megegyezik Scott McCloud képregényalkotó korábbi megállapításával is, minél egyszerűbb a figura, annál könnyebben azonosulhat vele az olvasó.